# Рогентин (Нојштрелиц)
Рогентин (њем. Roggentin) општина је у њемачкој савезној држави Мекленбург-Западна Померанија. Једно је од 53 општинска средишта округа Мекленбург-Штрелиц. Према процјени из 2010. у општини је живјело 704 становника. Посједује регионалну шифру (AGS) 13055058.

## Географски и демографски подаци
Рогентин се налази у савезној држави Мекленбург-Западна Померанија у округу Мекленбург-Штрелиц. Општина се налази на надморској висини од 77 метара. Површина општине износи 72,3 km². У самом мјесту је, према процјени из 2010. године, живјело 704 становника. Просјечна густина становништва износи 10 становника/km².